# یوکو تانی
یوکو تانی (فرانسوی: Yoko Tani‎؛ ۲ اوت ۱۹۲۸ – ۱۹ آوریل ۱۹۹۹) هنرپیشه ژاپنی تبار اهل فرانسه بود.
از فیلم‌ها یا برنامه‌های تلویزیونی که وی در آنها نقش داشته‌است می‌توان به مارکو پولو و بی‌گناهان وحشی (برف‌های خونین) اشاره کرد.